# Трилион
Трилионът е цяло, естествено, голямо число. Стойността му зависи от прилаганата в съответната страна система за наименуване на числата.
Според дългата ска̀ла, използвана в континентална Европа, в повечето страни, говорещи френски, испански или португалски език, с изключение на Бразилия, то е равно на 1 000 000 000 000 000 000 или 1018 (десет на осемнадесета степен).
Според късата ска̀ла, използвана в повечето страни, говорещи английски или арабски език, в Бразилия, в страните от бившия Съветски съюз, в България, Гърция, Румъния, Турция, един трилион е равен на 1 000 000 000 000 или 1012 (десет на дванадесета степен).
Десетичната представка за трилион в Международната система единици е „тера“ (Т, означаваща умножение с 1012), а дробната представка за една трилионна част – „пико“ (p, означаваща умножение с 10-12). Един терабайт (1 TB) съдържа 1012 байта, а един пикофарад (1 pF) е една трилионна част от фарада.